# Agostinho da Rocha e Castro
Agostinho da Rocha e Castro (Vila Real, 4 de Maio de 1837 - Porto, 7 de Maio de 1888) foi um político português.

## Família
Filho de Manuel José da Rocha Guimarães, de Fafe, Serafão, e de sua mulher Isabel Inês de Carvalho Pereira de Castro, do Porto.

## Biografia
Bacharel em Direito pela Faculdade de Direito da Universidade de Coimbra, Deputado da Nação, Administrador dos Correios, Governador Civil do Distrito do Porto, Secretário-Geral do Governador Civil do Distrito de Vila Real e Advogado.

## Casamento e descendência
Casou em Vila Real, São Pedro, a 20 de Dezembro de 1862 com Margarida Claro da Fonseca (6 de Fevereiro de 1840 - ?), filha de Francisco José Claro da Fonseca, de Vila Real, São Pedro, e de sua mulher Catarina do Rosário da Fonseca, de Lamego, com geração.